# Pelzelns dodaars
Pelzelns dodaars (Tachybaptus pelzelnii) is een vogelsoort uit de familie van de futen (Podicipedidae). De wetenschappelijke naam van de soort is voor het eerst geldig gepubliceerd in 1861 door Gustav Hartlaub. De soort is vernoemd naar de Oostenrijkse ornitholoog August von Pelzeln.

## Herkenning
Pelzelns dodaars is gemiddeld 25 cm lang en weegt 177 g. Hij lijkt sterk op de gewone dodaars. De vogel is ongeveer even groot en heeft dezelfde gedrongen postuur. Een belangrijk verschilkenmerk is de lichte snavel, zonder lichte vlek aan de snavelbasis. Verder loopt het roodbruin op de hals minder ver door naar de hals en de borst en buik zijn lichter dan bij de dodaars. Er zijn hybriden met de gewone dodaars waargenomen.

## Verspreiding
Pelzelns dodaars is een  endemische vogelsoort uit Madagaskar. Het leefgebied bestaat uit meestal zoet water in tijdelijke plassen, ondiepe meren, langzaam stromende rivieren (tot op 2000 m boven de zeespiegel) en soms in brakwater en diepe meren. Deze dodaars heeft de voorkeur voor wateren die rijk begroeid zijn met waterlelies (Nymphaea).

## Status
De grootte van de populatie werd in 2007 geschat op 3.300 volwassen vogels en dit aantal loopt achteruit. In het leefgebied zijn bedreigingen zoals geïntroduceerde roofvissen, visserij met netten waarin de vogels verdrinken en uitbreiding van de natte rijstteelt ten koste van draslanden. Om deze redenen staat Pelzelns dodaars al sinds 1994 als kwetsbaar en sinds 2018 als bedreigd op de Rode Lijst van de IUCN.